# Morlaquia
Morlaquia (en latín: Morlachia; en italiano: Morlacchia; en croata: Morlakija; en rumano: Morlachia) fue una región vagamente definida, que recibió su nombre de los morlacos, y que aparece en los mapas europeos entre los siglos XVI y XIX. Se extendía por la moderna Croacia, entre Istria y Dalmacia, frente a la isla de Krk. Los morlacos eran un pueblo de lengua latina emparentado con los modernos rumanos, que luego fueron eslavizados.
En la topografía antigua, Morlaquia aparecía en ocasiones como una región importante de la zona y en algunos mapas aparece más destacada que Bosnia o Croacia. Esto se debía a la importante posición geográfica que tenía: entre los siglos XVI y XIX estuvo situada entre el Imperio otomano, la República de Venecia y la monarquía de los Habsburgo. Sin embargo, la desaparición de la influencia otomana en la región y la caída de la República de Venecia hicieron que perdiese relevancia; los morlacos se empobrecieron y finalmente fueron asimilados por la población eslava.
El libro de viaje de 1774 de Alberto Fortis titulado Viaje a Dalmacia describe Morlaquia y a sus habitantes (que se llamaban a sí mismos «valacos», como indica la obra). Este libro fue muy conocido en Europa Occidental y originó un movimiento literario denominado «morlaquismo», en el que los autores extranjeros describieron a los habitantes de la región.
Hubo también otras regiones de la zona que recibieron el mismo nombre. Existió así, por ejemplo, una «Morlaquia de Istria» (en italiano: Morlacchia istriana), nombre dado a una parte de Istria antiguamente poblada por morlacos durante el siglo XVI como consecuencia del programa veneciano de colonización de la península. La comarca de Imotski también se denominó Morlaquia durante el siglo XV.